# Розтання
Розта́ння — село в Україні, в Новопокровській селищній громаді Дніпровського району Дніпропетровської області Населення — 176 мешканців.

## Географія
Село Розтання знаходиться за 2 км від села Ганно-Мусіївка та за 2,5 км від села Іверське. По селу протікає висихний струмок з загатою. Поруч проходить залізниця, платформа 303 км за 1,5 км.

## Населення

### Мова
Розподіл населення за рідною мовою за даними перепису 2001 року:
| Мова                | Відсоток |
| ------------------- | -------- |
| українська          | 50 %     |
| російська           | 44,9 %   |
| молдовська          | 4,5 %    |
| інші/не визначилися | 0,6 %    |

## Інтернет-посилання
- Погода в селі Розтання [Архівовано 20 грудня 2011 у Wayback Machine.]

1. ↑  Рідні мови в об'єднаних територіальних громадах України — Український центр суспільних даних